# アクアティクス・センター (ロンドン)
アクアティクス・センター (英: Aquatics Centre) は、ロンドンのニューアム特別区ストラトフォードに位置するストラトフォード・シティのオリンピック・パーク内に建設された屋内水泳施設。50メートルの競泳用プールおよび25メートルの飛込用プールを備え、2012年のロンドンオリンピックおよびパラリンピックで使用された。

## 歴史

### 設計
アクアティクス・センターはプリツカー賞を受賞した実績をもつ設計者のザハ・ハディッドによって、ロンドンが五輪招致に成功する前の2004年に設計された。ロンドン東部のストラトフォードにあるオリンピック・パーク内に位置し、ウォーターワークス川を挟んでオリンピック・スタジアムの向かい側、ウォーター・ポロ・アリーナに隣接する形で建設された。曲線を描く屋根に特徴があり、オリンピック・パークに来場する訪問客が園内に入って最初に目にする施設となるだろう。プロジェクト設計者はJim Heverin。建物は高さが45メートル、長さが160メートル、幅が80メートルある。

### 建設

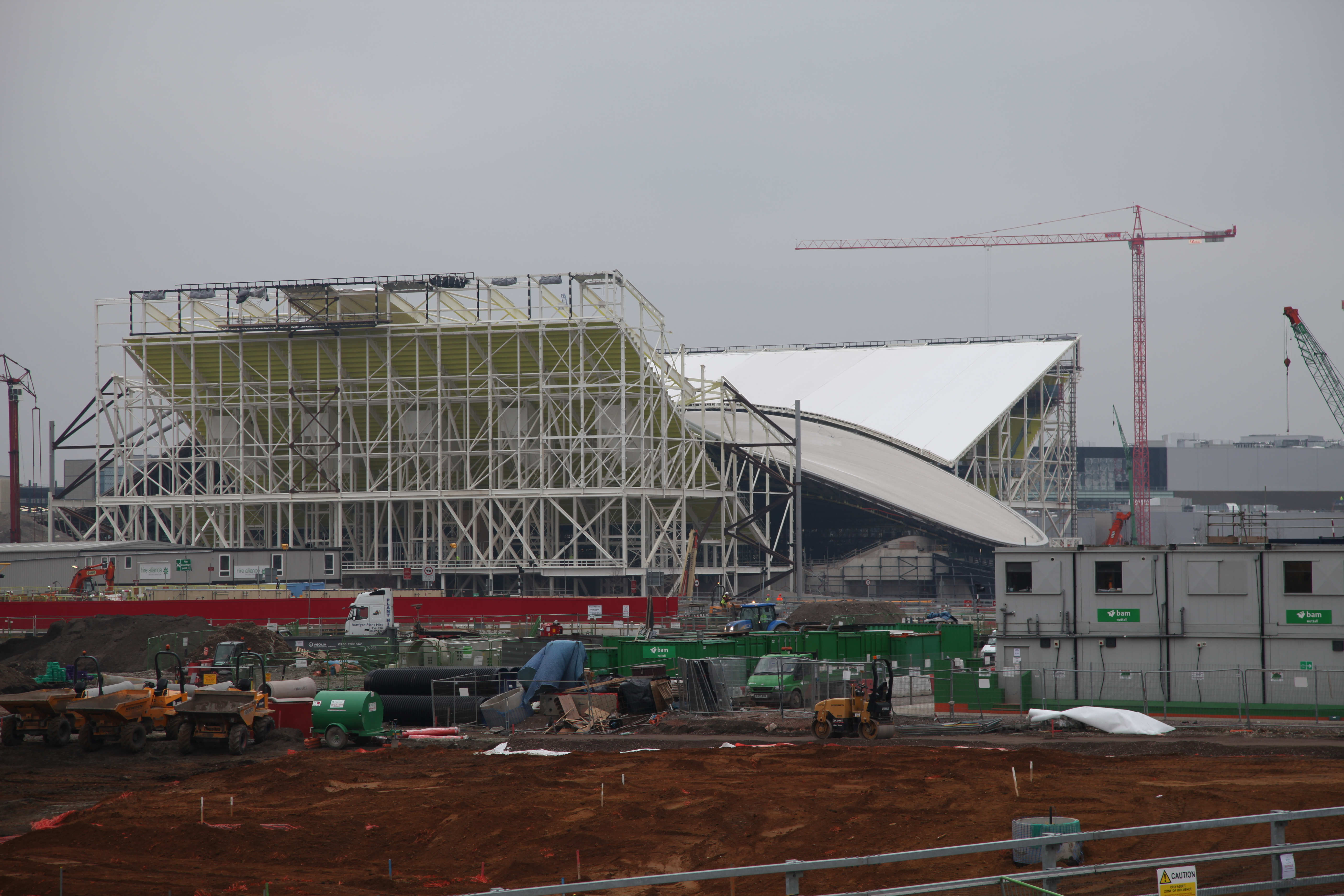
建設中のアクアティクス・センター

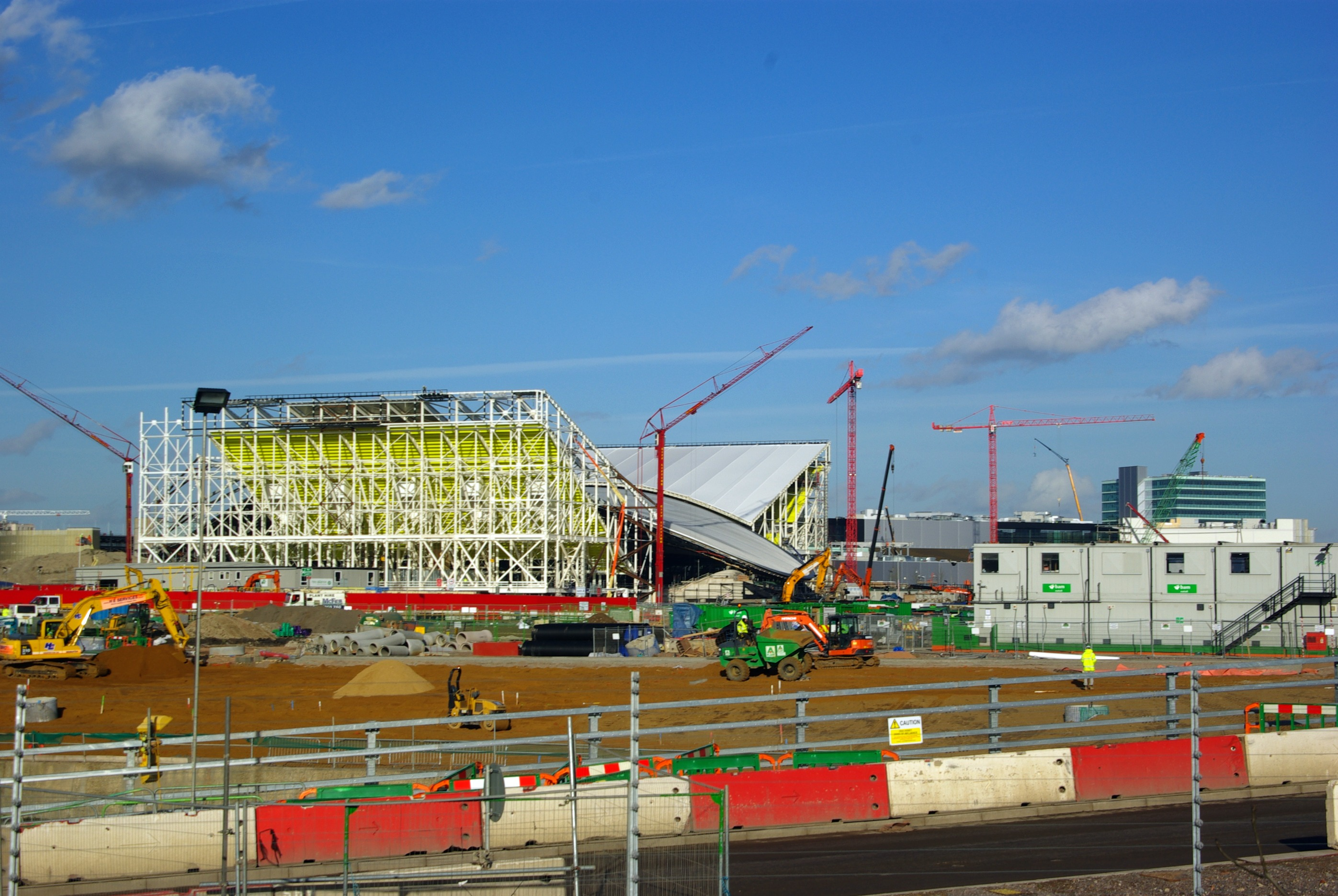
建設中のアクアティクス・センター (2011年2月)

アクアティクス・センターの建設に係る契約は、2008年4月にBalfour Beattyとの間で交わされた。この段階で、建設費は当初見積もりの3倍にあたる総額2億4200万ポンドに上ることが報じられた。この建設費の高騰は、主に建設インフレと付加価値税の増税に起因し、さらにオリンピックおよびパラリンピックの終了後の一般利用の試算を考慮した結果であると考えられる。屋根の面積は当初設計されていた35,000平方フィート (3,300 m2)から11,200平方フィート (1,040 m2)に縮小された。
上で述べたコストの高騰にもかかわらず、施設の建設予算は推定で総額6億900万ポンドが確保された。
2008年7月に着工し、2011年7月27日に完成した。
アルミニウム製の屋根材はKalzipが提供した。鋼鉄構造はRowecord Engineeringと共同で建設され、天井はRed Lauro製の30,000個の板材で組み立てられた。
6本の飛び込み台を備えた飛込塔は462トンのコンクリートで出来ている。鋼鉄製の屋根の重量は3,200トンで、3つのプールに入る水量は約1,000万リットルである。

## 設備

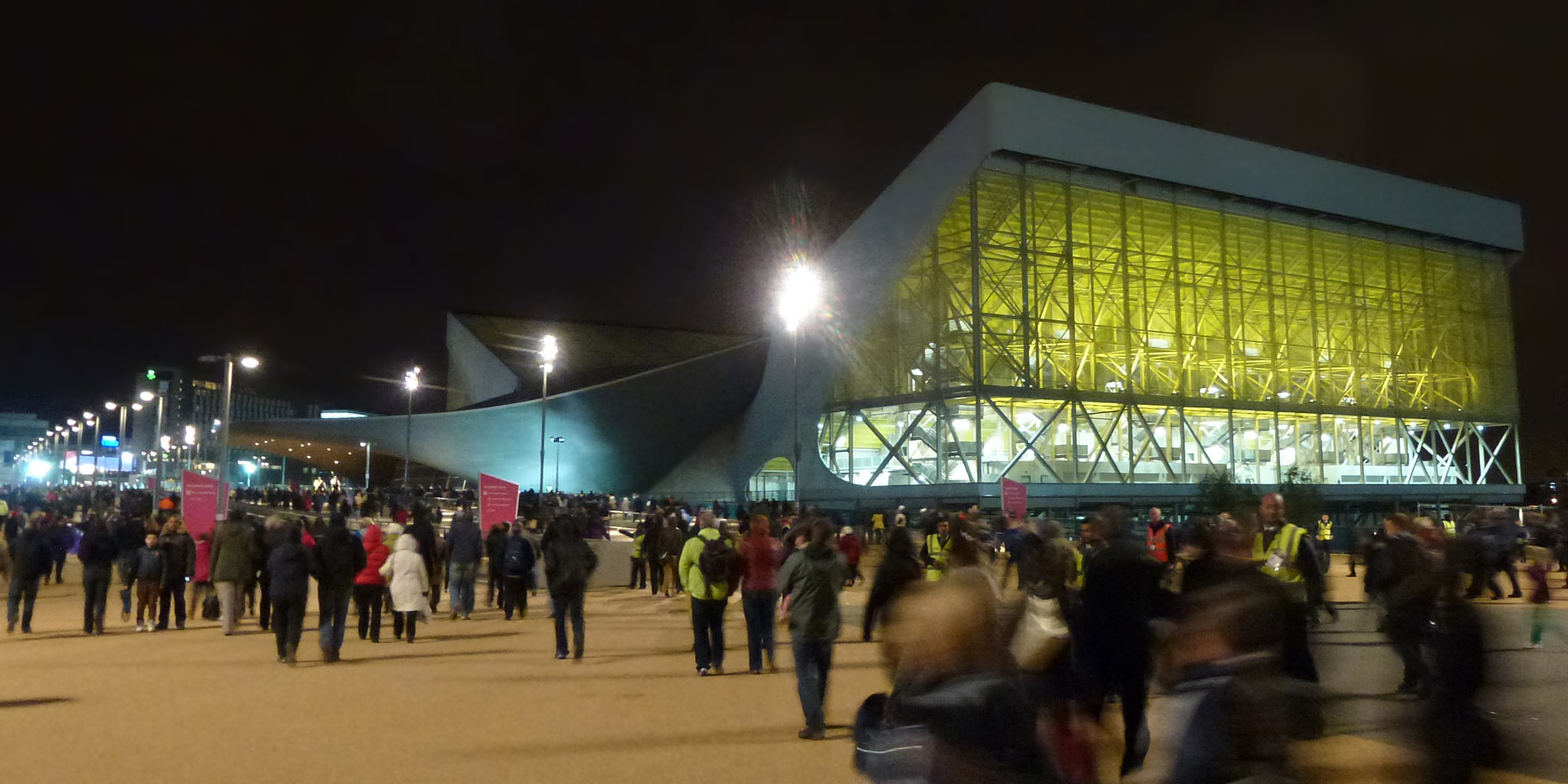
オリンピック開催中にライトアップされた夜のアクアティクス・センター

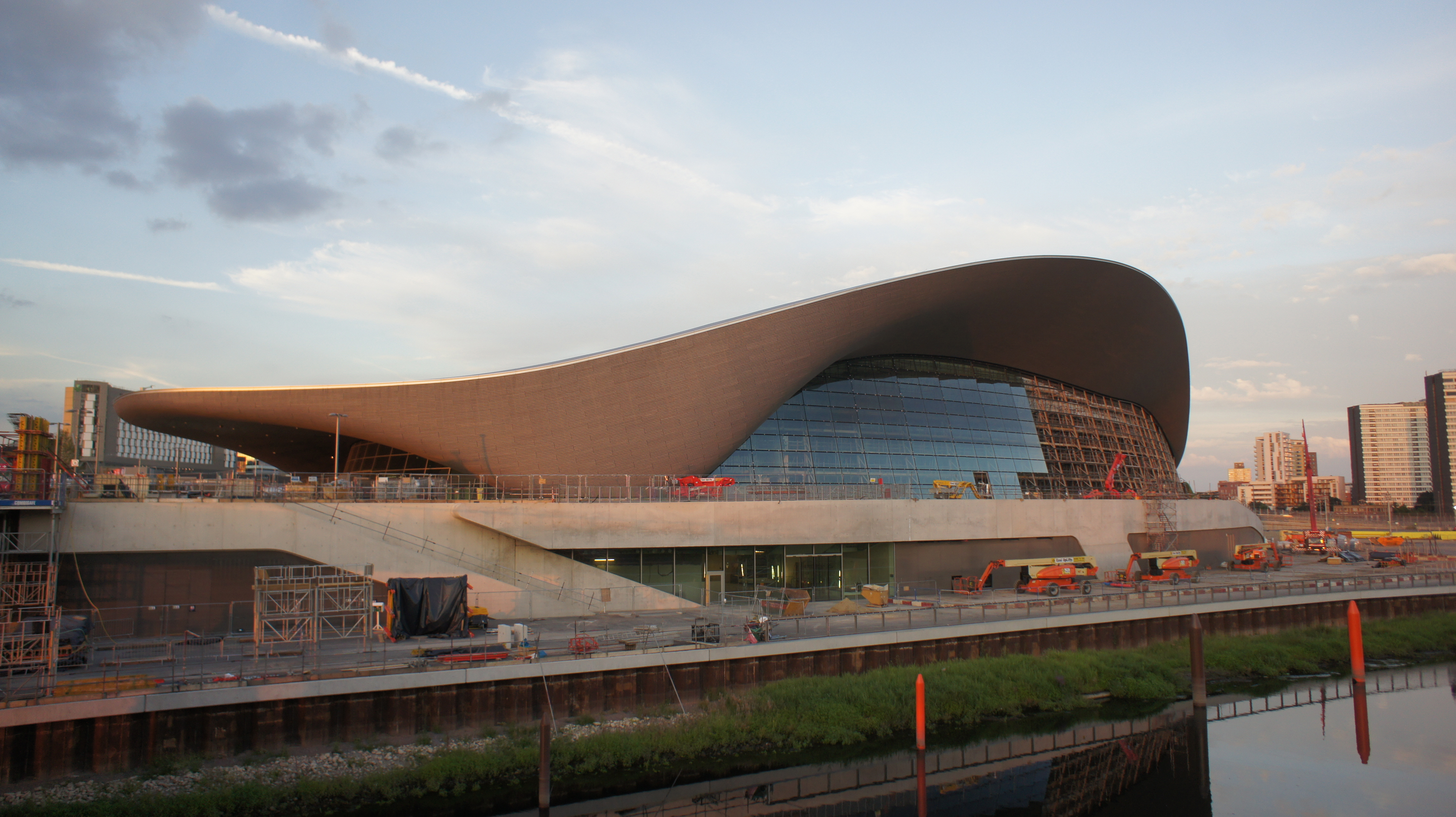
オリンピック後、仮設客席を撤去・減築され、本来の設計通りの形に工事が進められるアクアティクス・センター（2013年7月）

2012年のロンドンオリンピックの競泳、飛び込み、シンクロナイズドスイミングの各競技および同パラリンピックの競泳競技で使用された。
また、ロンドン南部のクリスタル・パレスにある国立スポーツセンターのプールに代わって、ロンドンの中心的な水泳競技施設として機能することが期待される。

### 収容人数
オリンピック・パラリンピック開催中は17,500人の収容能力があった。パラリンピック閉幕後閉鎖され、一時的に設置されていた2つの"翼 (wings)" (＝競技場の客席部分) が撤去されるなど本来の設計通りに手直しする工事が行われ、収容人員は2,500人まで縮小された。尚、大規模な大会が催される場合には追加でさらに1,000席が利用できる。